# Jean Cochlaeus
Jean Cochlæus, né Johann Dobeneck le 10 janvier 1479 à Raubersried, paroisse de Wendelstein près de Schwabach, Moyenne-Franconie ; † 11 janvier 1552 à Breslau, est un humaniste, théologien catholique et théoricien de la musique. Il fut l'un des adversaires les plus acharnés de Martin Luther.

## Biographie
Cochlæus étudia la théologie à l’Université de Cologne et devint en 1510 directeur de l'école de la paroisse Saint-Laurent de Nuremberg, poste qu'il conserva jusqu'au printemps 1515. Il écrivit pour l’enseignement un manuel d'histoire et de géographie de l'Allemagne, intitulé    Brevis Germaniae descriptio tum a rebus gestis moribusque populorum tum a locorum situ (1512). Il y inclut des descriptions de la Suisse, de la Westphalie, du Haut-Palatinat et des Pays-Bas tirées de ses propres voyages. Il appartenait alors au cercle d'humanistes proches du graveur Albrecht Dürer et du conseiller Willibald Pirckheimer.
Initialement favorable, comme la plupart des humanistes, aux idées de Martin Luther, inspirées de l'augustinisme, il s'opposa dès 1521 au réformateur saxon. Après un voyage en Italie, il fut élu doyen de la Congrégation de Notre-Dame de Francfort-sur-le-Main. Mais à Worms, il défia Luther d'accepter un duel théologique, lequel répondit dans un pamphlet « Contre C., l'homme en armure » (Wider den gewappneten Mann C., 1523). Dès l’automne 1523, ne se sentant plus en sécurité à Francfort, Cochlæus partit pour Rome ; lorsqu'il revint en Rhénanie au début de 1524, tous ses protecteurs et amis s'étaient convertis à la Réforme. Cochlaeus accompagna Lorenzo Campeggio, nonce apostolique pour le Saint-Empire romain (en), au synode de Ratisbonne comme interprète et membre de la commission chargée de la réforme du clergé. Sa position à Francfort devenant intenable avec la Guerre des Paysans, il s'enfuit à Cologne en 1525, devint clerc puis chanoine de la collégiale Saint-Victor devant Mayence (1526). Il prit part à la diète de Spire comme conseiller du cardinal Albert de Brandebourg. En 1527 il fut nommé chanoine de la cathédrale de Meissen, et secrétaire du duc Georges de Saxe à Dresde. Quelques années plus tard, lors de la diète d’Augsbourg (1530), il fut l'un des rédacteurs de la Confession d'Augsbourg. La mort de son protecteur (1539) le força à s'exiler de nouveau : en septembre 1539 il partit en Silésie où il obtint une nouvelle prébende, celle de chanoine de la cathédrale de Breslau. Il composa deux essais sur la vie et les idées de Luther, entre autres Commentaria de actis et scriptis Martini Lutheri, Martin Luther, das ist kurze Beschreibung seiner Handlungen und Inschriften der Zeit nach vom 1517. bis auf das 1546. Jahr seines Ableibens. Il mourut à Breslau en 1552.
Les commentaires de Cochlæus sur les idées de Luther ont imprimé pour des siècles leur empreinte sur l’historiographie catholique, sans que les auteurs en soient toujours conscients. Il faudra attendre les travaux d’Adolf Herte (1915) pour en montrer les travers.

## Écrits
- Tetrachordum musices (1511)
- Brevis Germaniae descriptio tum a rebus gestis moribusque populorum tum a locorum situ (1512)
- Une copie de De Gratia Sacramentorum Liber Unus Ioan. Cochlei adversus assertionem Martini Lutheri de 1522 est détenu par la bibliothèque municipale de Mayence. Le premier propriétaire était la Chartreuse Saint-Michel de Mayence.
- Adversus cucullatum minotaurum Wittembergensem. De sacramentorum gratia, Francfort-sur-le-Main (1523)
- De libero arbitrio (1525)
- Septiceps Lutherus (1529)
- In obscuros viros qui decretorum volumen infami compendio theutonice corruperunt expostulatio (1530)
- De sanctorum invocatione et intercessione deque imaginibus et reliquiis eorum pie riteque colendis (1544)